# Tuberculatus kuricola
Tuberculatus kuricola är en insektsart som först beskrevs av Matsumura 1917.  Tuberculatus kuricola ingår i släktet Tuberculatus och familjen långrörsbladlöss.

## Underarter
Arten delas in i följande underarter:
- T. k. cantonensis
- T. k. kuricola